# Wilhelm Friedrich Riem

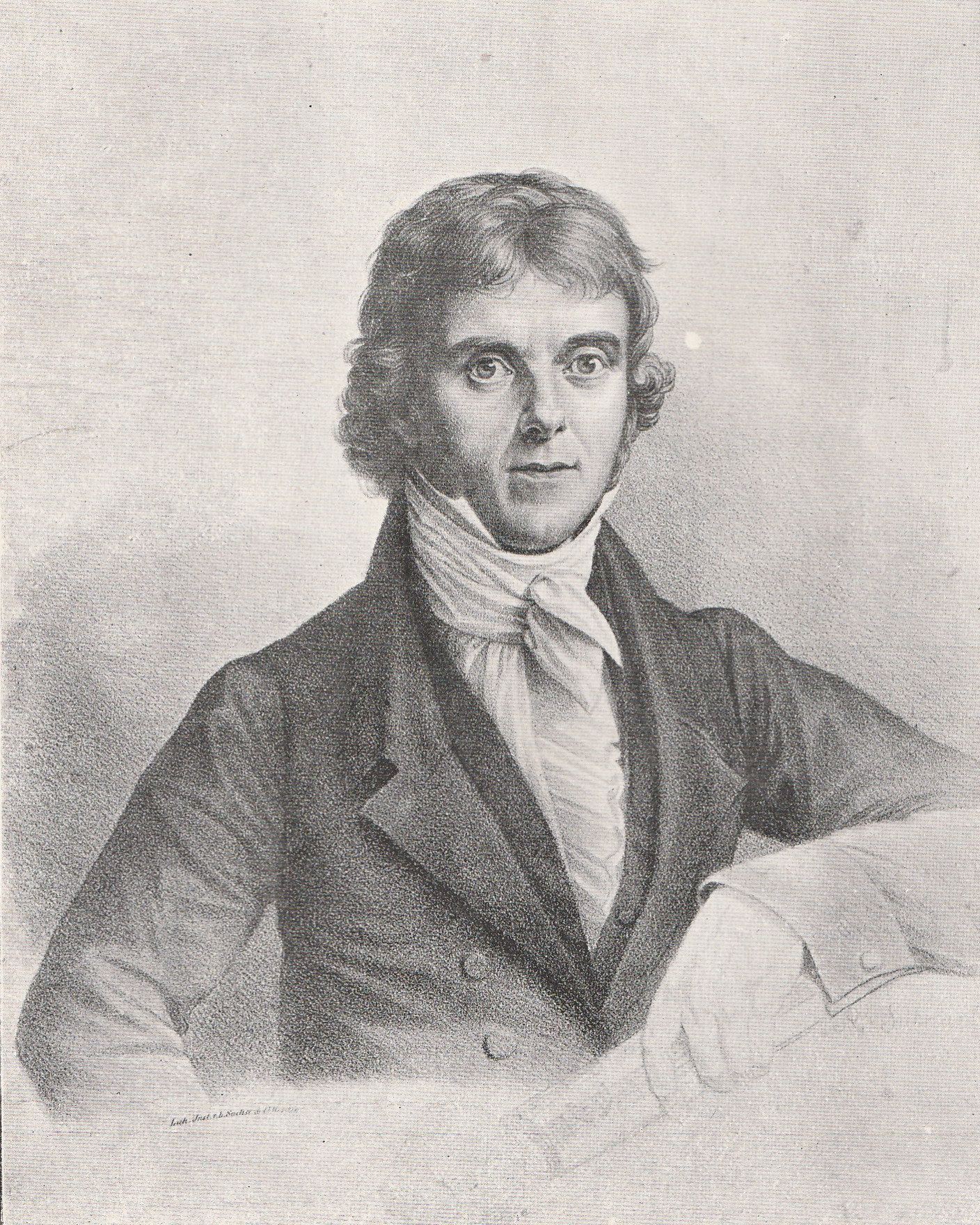
Wilhelm Friedrich Riem, Lithographie um 1820–1850

Wilhelm Friedrich Riem (* 17. Dezember 1779 in Kölleda; † 20. April 1857 in Bremen) war ein deutscher Komponist und Dirigent.

## Biografie
Riem war der Sohn eines Advokaten. Gerade zehn Jahre alt, ohne einen nennenswerten Unterricht genossen zu haben, trat er in Jena bereits als Klavierspieler auf. Er konnte die Thomasschule zu Leipzig besuchen und war dort Schüler von Johann Adam Hiller, wurde aber früh Vollwaise und studierte nach dem Wunsch seines Großvaters zunächst Rechtswissenschaften. Hiller soll ihn darin bestärkt haben, dass er sich nach seinem juristischen Examen wieder der Musik widmete. Er wurde Solopianist im Gewandhausorchester in Leipzig. Seine Klaviersonate f-Moll op. 1, die 1803 im Verlag Breitkopf & Härtel erschien, erregte durch ihre Originalität einiges Aufsehen. Er wirkte als Organist und später als Direktor der 1802 gegründeten Leipziger Singakademie, 1807 als Organist an der Reformierten Kirche in Leipzig.
1814 erhielt Riem als Nachfolger von Justus Theophilus (Theodorus) Rauschelbach die Stelle des Organisten am Bremer Dom. Er ließ zu Beginn seiner Amtszeit das Werk der Orgel umbauen und mit romantischen Stimmen anreichern, um eine stärkere Grundtönigkeit zu erzielen. 1815 gründete er mit anderen Musikfreunden die Bremer Singakademie, und war bis zu seinem Tod im Allgemeinen auch deren Dirigent (Dom-Kantor). Zu seinen Schülern in Bremen zählte u. a. Henriette Grabau, die Tochter des Bremer Organisten Johann Christian Lebrecht Grabau, mit dem Riem auch zusammenarbeitete. 1820 gründete Riem das Bremer Concert-Orchester, aus dem das Staatsorchester Bremen hervorging. Als 1825 der „Verein für Privat-Conzerte“ und durch diesen eines der ersten bürgerlichen Orchester in Deutschland gegründet wurde, übernahm er die Direktion der Aufführungen. 1895 wurde aus dem Verein für Privat-Conzerte die Philharmonische Gesellschaft. Außerdem wurde Riem die Aufgabe des Musikdirektors des städtischen Orchester und die eines Musiklehrers am Bremer Lehrerseminar übertragen. Durch seine Funktionen wurde er zur zentralen Persönlichkeit im Musikleben von Bremen.
1856 erhielt er die Ehrendoktorwürde der Universität Leipzig.
Für seine Grabstelle gestaltete der Bildhauer Diedrich Samuel Kropp eine freistehende Großfigur aus Sandstein als „Muse der Trauer“ in Gestalt der heiligen Cäcilie.

## Werke (Auswahl)
Seit 1803 wurden zahlreiche seiner Sonetten, Kantaten und Quartette veröffentlicht. Sein Spätwerk, das Oratorium Der Erlöser wurde erst nach seinem Tod uraufgeführt. Eine Gesamtausgabe seiner Orgelkompositionen wurde durch Körner in Erfurt herausgegeben.
- Op. 1 – Klaviersonate f-Moll, gewidmet „Mme Löhr née Bause“, Leipzig: Breitkopf & Härtel, 1803[3]
- Op. 2 – Zwei Klaviersonaten (D-Dur, Des-Dur), Leipzig: Breitkopf & Härtel, 1803
- Op. 3 – Klaviersonate Es-Dur, Leipzig: Breitkopf & Härtel
- Op. 4 – Klaviersonate c-Moll, gewidmet Fürst Karl Lichnowsky, Leipzig: Breitkopf & Härtel, 1804
- Op. 5 – Violinsonate A-Dur, Leipzig: Breitkopf & Härtel
- Op. 6 – Streichquintett, Leipzig: Breitkopf & Härtel
- Op. 7 – Zwei Klaviersonaten, Leipzig: Breitkopf & Härtel
- Op. 8 – Quartett für 2 Bratschen (!), Violoncello und Klavier F-Dur, Leipzig: Breitkopf & Härtel
- Op. 9 – Gesänge für Singstimme und Klavier, gewidmet „Fr. Baronesse von Lilienfeld, geborne von Krüdener“, Leipzig: Breitkopf & Härtel, 1805
- Op. 10 – Capriccio für Klavier, Leipzig: Breitkopf & Härtel
- Op. 41 – Sieben Lieder für vierstimmigen Chor, Leipzig: Breitkopf & Härtel, 1831
- Op. 42 – Introduction et variations sur un thème original A-Dur für Klavier, Leipzig: Breitkopf & Härtel, 1833
- Op. 43 – Verse aus Psalm 149 und 150 für zwei Männerchöre, Hannover: Nagel, 1840
- Unser Vater, frühromantische A-cappella-Komposition
- Ehre sei Gott
- Der Erlöser, Oratorium
- Kindersinfonie für 2 Flöten, Streicher und Kinderinstrumente, hrsg. von Oliver Rosteck, Eres Edition, 2015